# Dave Scholz
David A. "Dave" Scholz (Decatur, Illinois; 12 de abril de 1948 -5 de diciembre de 2015) fue un jugador de baloncesto estadounidense que disputó una temporada en la NBA. Con 2,03 metros de estatura, lo hacía en la posición de alero.

## Trayectoria deportiva

### Universidad
Jugó durante tres temporadas con los Fighting Illini de la Universidad de Illinois en Urbana-Champaign, en las que promedió 20,5 puntos y 9,7 rebotes por partido. Acabó su carrera como máximo anotador de la historia de su universidad hasta ese momento, con 1.459 puntos anotados, siendo elegido en 1967 en el segundo mejor quinteto de la Big Ten Conference, y en el primero en 1968 y 1969, año este último en el que también fue incluido en el tercer mejor quinteto All-American.

### Profesional
Fue elegido en la quincuagésimo sexta posición del 1969 por Philadelphia 76ers, y también por los Kentucky Colonels en el Draft de la ABA, fichando por los primeros. Pero únicamente llegó a disputar un partido, en el que anotó 2 puntos.

## Estadísticas de su carrera en la NBA

### Temporada regular
| Temporada | Edad | Equipo             | Liga | Pos. | P | TIT | MIN | TC  | TCA | %TC   | 3P | 3PA | %3P | 2P  | 2PA | %2P   | TL  | TLA | %TL | R.OF. | R.DEF. | REB | ASIS | ROB | TAP | PER | FP  | PTS |
| 1969-70   | 21   | Philadelphia 76ers | NBA  |      | 1 |     | 1.0 | 1.0 | 1.0 | 1.000 |    |     |     | 1.0 | 1.0 | 1.000 | 0.0 | 0.0 |     |       |        | 0.0 | 0.0  |     |     |     | 0.0 | 2.0 |
| Total     |      |                    | NBA  |      | 1 |     | 1.0 | 1.0 | 1.0 | 1.000 |    |     |     | 1.0 | 1.0 | 1.000 | 0.0 | 0.0 |     |       |        | 0.0 | 0.0  |     |     |     | 0.0 | 2.0 |